# Thế kỷ châu Phi
Thế kỷ châu Phi là một thuật ngữ được sử dụng bởi các nhà cai trị, các chính trị gia và các nhân cách khác nhau để bày tỏ niềm tin hoặc hy vọng rằng hòa bình, thịnh vượng và sự tái sinh văn hóa ở châu Phi sẽ đạt được trong thế kỷ 21, hoặc để thể hiện nhu cầu đó là thiết yếu. Nó đã được sử dụng bởi các chính trị gia Nam Phi như Thabo Mbeki  và Nkosazana Dlamini-Zuma, giám đốc điều hành của Tập đoàn Chevron, David J. O'Reilly, Bộ trưởng Tài chính Hoa Kỳ Paul O 'Neill  và ca sĩ Bono.
Sự ổn định và thịnh vượng của Cộng hòa Nam Phi kể từ khi chế độ phân biệt người da màu apartheid sụp đổ thường được sử dụng như một ví dụ về thực tế rằng sự tiến hóa này là có thể trở thành hiện thực. Việc thành lập Liên minh châu Phi năm 2002 được coi là một trong những bước đầu tiên trong quá trình tiến hóa này. Hơn nữa, thập kỷ cuối cùng của thế kỷ 20 đã gây ra một hy vọng nhất định. Thuộc địa châu Phi cuối cùng, Namibia  trở nên độc lập vào đầu thập kỷ trước kể từ khi đệ trình ở Nam Phi và có sự củng cố nền dân chủ ở nhiều khu vực của lục địa châu Phi. Tuy nhiên, hy vọng rằng thế kỷ 21 sẽ dành cho châu Phi đã thay đổi nhanh chóng do cuộc xung đột Darfur, sự thao túng các cuộc bầu cử khác nhau của các nhà lãnh đạo châu Phi và các vấn đề về AIDS, sốt rét và giáo dục. Nhưng nhiều nhà lãnh đạo châu Phi nhận ra rằng để đạt được sự giải phóng kinh tế và xã hội làm cho Thế kỷ châu Phi trở thành hiện thực, cần phải đầu tư vào hòa bình, y tế và giáo dục nhiều hơn nữa
Năm 2009, một công ty quản lý tài chính cùng tên đã được thành lập, mục tiêu của nó là hướng đến sự phát triển tài chính của lục địa châu Phi, đồng thời người dân của lục địa này có toàn quyền tiếp cận năng lượng. Tên của nó là Tập đoàn Thế kỷ Châu Phi.
Tờ báo The Globe and Mail xuất bản cùng năm một bài báo được ký bởi Doug Saunders, trong đó ông biện minh rằng thế kỷ hiện tại là thế kỷ châu Phi theo các cân nhắc kinh tế vĩ mô: trong khi nền kinh tế giảm ở phương Tây và đình trệ ở Trung Quốc, lục địa châu Phi phát hiện sự tăng trưởng 5% và sáu trong số mười nền kinh tế ở chu lục này tăng trưởng nhanh nhất năm 2012; lần đầu tiên kể từ năm 1981, chưa đến một nửa dân số châu Phi phải sống trong nghèo đói tuyệt đối; Tiêu thụ bình quân đầu người ở châu Phi cũng tăng từ 3,4 đến 3,7 mỗi năm, cũng như tiêu thụ điện và viễn thông, do nguyên liệu thô, mà còn do sự tăng trưởng của nông nghiệp, thương mại và đô thị hóa. Tất cả mọi thứ và tầm nhìn lạc quan của lục địa châu Phi.